# Paullinia ingifolia
Paullinia ingifolia là một loài thực vật có hoa trong họ Bồ hòn. Loài này được Rich. ex Juss. mô tả khoa học đầu tiên năm 1804.